# Gilmer County, West Virginia
Gilmer County är ett county i centrala delen av delstaten West Virginia, USA. Den administrativa huvudorten (county seat) är Glenville. 

## Geografi
Enligt United States Census Bureau har countyt en total area på 881 km². 881 km² av den arean är land och 0 km² är vatten. 

### Angränsande countyn
- Doddridge County - nord
- Lewis County - öst
- Braxton County - syd
- Calhoun County - väst
- Ritchie County - nordväst

### Städer och samhällen
- Glenville
- Sand Fork